# Kluczbork (district)
Kluczbork  (powiat kluczborski) is een district (powiat) in de Poolse woiwodschap Opole. Het district heeft een oppervlakte van 851,59 km² en telt 66.977 inwoners (2014).
Stadsdistrict:
Opole

Districten:
Brzeg · Głubczyce · Kędzierzyn-Koźle · Kluczbork · Krapkowice · Namysłów · Nysa · Olesno · Opole · Prudnik · Strzelce